# Г'їронг (повіт)
28°51′17″ пн. ш. 85°17′45″ сх. д. / 28.85485° пн. ш. 85.29583° сх. д.
Г'їронг (кит. 吉隆县	, пін. Jílóng Xiàn, англ. Gyirong) — один з сільських повітів КНР у складі міста-префектури Шигацзе, Тибетський автономний район. Повіт знаходиться у південно-центральній частині префектури і межує з Непалом. Адміністративний центр — містечко Г'їронг.